# 斯科特·门茨
斯科特·E·门茨（英語：Scott E. Meents，1964年1月4日—），美国NBA联盟前职业篮球运动员。他在1986年的NBA选秀中第4轮第4顺位被芝加哥公牛选中。